# Гирьяма

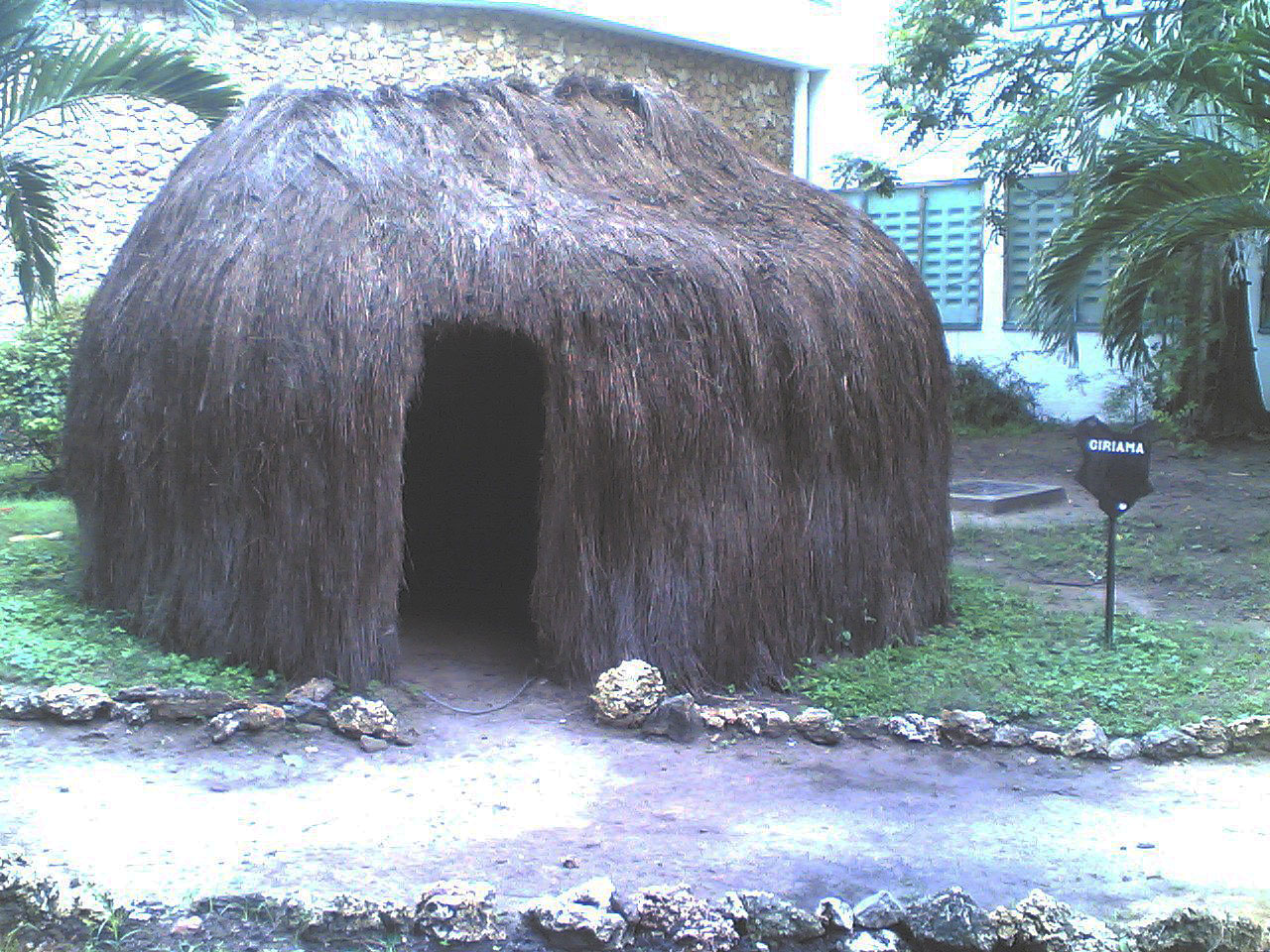
Традиционное жилище народа гирьяма, Кения

 Гирьяма (агирьяма, кигирьяма, ника, ньика) — один из народов группы народов миджикенда в Кении.

## Территория проживания, численность и религия
Гирьяма является самым северным из всех народов миджикенда и самый численный — около 0,5 млн чел.
Живут гирьяма у побережья Индийского океана и портового города Малинди.
По религии — в гирьяма распространен ислам, как следствие влияния соседей суахили, частично христианство (Библия переведена в 1901 г.) и традиционные культы.
Исторически гирьяма сопротивлялись христианизации. Известен случай, когда в результате разрушения британскими колонизаторами священных дубрав кайя в 1914 году восстание против английских миссионеров возглавила женщина-воин Мекатилили Ва Менза (Mekatilili Wa Menza). Мятеж был подавлен, а руководительницу выслали в глубь страны.

## Хозяйство, культура и общество
Среди традиционных занятий популярным является морская рыбалка, а также выращивание хлебных культур.